# PGA Kampioenschap (Nederland)
Het  PGA Kampioenschap is een jaarlijks strokeplaykampioenschap voor golfprofessionals die lid zijn van de Professional Golfers Associatie Nederland.
Er wordt voor de Harlequin Cup gespeeld.

## Nederlands PGA Kampioenschap
Het toernooi is voor het eerst gehouden in 1928 en het is daarmee het oudste toernooi onder de professionals in Nederland. Er waren in 1928 slechts elf deelnemers, die vier rondes van 9 holes speelden. Jos van Dijk won met 146 slagen.

### Winnaars vanaf 2000
| Jaar | Winnaar                      | Baan                | Winnares              | Baan                  |
| ---- | ---------------------------- | ------------------- | --------------------- | --------------------- |
| 2000 | Ruben Wechgelaer             |                     |                       |                       |
| 2001 | Adrian Morley                | G&CC Hoenshuis      | Marcella Neggers      |                       |
| 2002 | Joost Steenkamer             | Crossmoor G&CC      |                       |                       |
| 2003 | Joost Steenkamer             |                     |                       |                       |
| 2004 | Mark Reynolds                | Golfclub Kleiburg   |                       |                       |
| 2005 | Mark Reynolds                | Golfclub Kleiburg   |                       |                       |
| 2006 | Simon Crosby                 | Golfclub Kleiburg   |                       | Het Rijk van Nijmegen |
| 2007 | Ralph Miller                 | Golfclub Kleiburg   | Marjan de Boer        | Het Rijk van Nijmegen |
| 2008 | Ralph Miller                 | Golfclub Maastricht | Mette Hageman         | Golfbaan Delfland     |
| 2009 | Robin Swane                  | Golfclub Maastricht | Mette Hageman         | Golfbaan Delfland     |
| 2010 | Ben Collier                  | Golfclub Maastricht | Annemieke de Goederen | Golfbaan Delfland     |
| 2011 | Inder van Weerelt            |                     |                       |                       |
| 2012 | Ronald Stokman (136, -6)     | Golfclub Wittem     |                       |                       |
| 2013 | Xavier Ruiz Fonhof (137, -3) | Golfclub Wittem     |                       |                       |
| 2014 | Ben Collier (128, -6)        | Golfclub Wittem     |                       |                       |

### Winnaars 1946-1999
| Jaar | Winnaar                                           | Winnares           | Baan                    |
| ---- | ------------------------------------------------- | ------------------ | ----------------------- |
| 1946 | Gerard de Wit                                     |                    |                         |
| 1947 | Jan Cramer                                        |                    |                         |
| 1948 | Jan Cramer en Jan Blansjaar                       |                    |                         |
| 1949 | Gerard de Wit (70+76=146)                         |                    | Amsterdamsche Golf Club |
| 1950 | Gerard de Wit                                     |                    |                         |
| 1951 | Gerard de Wit                                     |                    |                         |
| 1952 | Gerard de Wit                                     |                    |                         |
| 1953 | Gerard de Wit                                     |                    |                         |
| 1954 | Gerard de Wit                                     |                    |                         |
| 1955 | C. Pennington na play-off                         |                    |                         |
| 1956 | Joop Rühl                                         |                    |                         |
| 1957 | Kees Cramer                                       |                    |                         |
| 1958 | Kees Cramer                                       |                    |                         |
| 1959 | Gerard de Wit                                     |                    |                         |
| 1960 | Gerard de Wit                                     |                    |                         |
| 1961 | Gerard de Wit                                     |                    |                         |
| 1962 | Gerard de Wit                                     |                    |                         |
| 1963 | Gerard de Wit                                     |                    |                         |
| 1964 | Gerard de Wit (142) Play-off tegen Martin Roesink |                    | Rosendaelsche Golfclub  |
| 1965 | Gerard de Wit                                     |                    |                         |
| 1966 | Martien Groenendaal                               |                    |                         |
| 1967 | Cees Dorrestein                                   |                    |                         |
| 1968 | Cees Dorrestein                                   |                    |                         |
| 1969 | Bertus van Mook                                   |                    |                         |
| 1970 | Jan Dorrestein                                    |                    |                         |
| 1971 | Jan Dorrestein                                    |                    |                         |
| 1972 | Peter Ackerley                                    |                    |                         |
| 1973 | Martien Groenendaal                               |                    |                         |
| 1974 | Bertus van Mook                                   |                    |                         |
| 1975 | Simon van den Berg                                |                    |                         |
| 1976 | Bertus van Mook                                   |                    |                         |
| 1977 | Alex Loesberg                                     |                    |                         |
| 1978 | Hans Lemmens                                      |                    |                         |
| 1979 | Bertus van Mook (74-73-77=224)                    |                    | Hilversumsche Golf Club |
| 1980 | Cees Renders                                      |                    |                         |
| 1981 | John Woof                                         |                    |                         |
| 1982 | Cees Renders                                      |                    |                         |
| 1983 | Jan Dorrestein                                    |                    |                         |
| 1984 | Wilfred Lemmens (70-71-71-74=286)                 |                    |                         |
| 1985 | John Woof                                         |                    |                         |
| 1986 | Donald Armour                                     |                    | Rosendaelsche Golfclub  |
| 1987 | Cees Renders                                      |                    |                         |
| 1988 | Ruud Bos                                          |                    |                         |
| 1989 | Ruud Bos                                          |                    | Het Rijk van Nijmegen   |
| 1990 | Chris van der Velde                               |                    | Golfclub Kleiburg       |
| 1991 | Willem Swart                                      | Barbara van Strien | Golfclub Kleiburg       |
| 1992 | Brian Gee                                         |                    | Golfclub Kleiburg       |
| 1993 | Jonas Saxton                                      |                    | Golfclub Kleiburg       |
| 1994 | Chris van der Velde                               |                    |                         |
| 1995 | Chris van der Velde                               |                    |                         |
| 1996 | Joost Steenkamer                                  |                    |                         |
| 1997 | Chris van der Velde                               |                    |                         |
| 1998 | Constant Smits van Waesberghe                     |                    |                         |
| 1999 | Adrian Morley                                     |                    | Golfclub Oude Maas      |

### Winnaars 1928-1943
| Jaar | Winnaar          | Baan                 | Info                                       |
| ---- | ---------------- | -------------------- | ------------------------------------------ |
| 1928 | Jos van Dijk     | Twentsche Golf       | score 75-71=146                            |
| 1929 | Jos van Dijk     |                      |                                            |
| 1930 | Pat Keene        |                      |                                            |
| 1931 | Jos van Dijk     |                      |                                            |
| 1932 | Dirk Oosterveer  |                      |                                            |
| 1933 | Dirk Oosterveer  |                      |                                            |
| 1934 | Dirk Oosterveer  |                      |                                            |
| 1935 | Piet Witte po    |                      | na 18 holes play-off tegen Dirk Oosterveer |
| 1936 | Piet Witte       |                      |                                            |
| 1937 | Jacob Oosterveer |                      |                                            |
| 1938 | W.G.L. Ragless   | Amsterdam Old Course | score 75-74=149                            |
| 1939 | Dirk Oosterveer  |                      | score 74-72=146                            |
| 1940 | Joop Rühl        |                      |                                            |
| 1941 | Joop Rühl        |                      |                                            |
| 1942 | Piet Witte       |                      |                                            |
| 1943 | Kees Cramer      |                      |                                            |